# Jonny Uchuari
Jonny Uchuari (Loja, 1994. január 19. –) ecuadori labdarúgó, az LDU Quito középpályása.